# Адров
Адро́в (бел. Адро́ў) — река в Оршанском, Сенненском и Толочинском районах Витебской области, правый приток Днепра. В некоторых источниках название реки — Одровка.

## Происхождение названия
Название реки Адров происходит от древней индоевропейской основы *adro- «течение воды, поток», *u̯od-r- «вода».
Согласно В. Н. Топорову и О. Н. Трубачеву, название Адров может быть балтийского происхождения. Предполагается вторичное происхождение начального гласного А-. Название сравнивается с drava «борть» или с drūtas «сильный».

## Физическая география
Длина 75 км. Площадь водосбора 676 км². Среднегодовой расход воды в устье 4,4 м³/с. Средний наклон водной поверхности 0,9 %.
Начинается мелиоративной канавой возле деревни Дубницы Оршанского района, устье на южной окраине города Орша.
Основные притоки: Каменица, Дерновка, Соколянка, Барань (все справа).
Течёт по Оршанской возвышенности. Долина выразительная, до деревни Погост трапециевидная, ниже корытообразная, шириной 0,6-0,8 км. Пойма преимущественно двусторонняя, шириной 0,1-0,3 км. Русло в верховье на 12,5 км до деревни Пильковичи Сенненского района канализовано, далее извилистое, ширина реки в межень 15-20 м. Берега в верховье низкие, в среднем и нижнем течении крутые и обрывистые, высотой 5-7 м, местами до 20 м.
На реке около деревни Дубницы плотина и пруд (площадь 1 га), в пойме около деревни Барань Оршанского района наливной пруд (площадь 2 га), на берегах в нижнем течении — город Барань.

## Места отдыха
Используется для отдыха (санаторий-профилакторий «Лёс» в городе Барань).

## Геологическое обнажение
На левом берегу реки в 100 м от впадения её в Днепр находится геологическое обнажение в котором выделены 2 толщи: позднепоозерские ледниковые и межледниковые голоценовые отложения. Они богаты остатками ископаемых моллюсков (более 28 видов). По данным радиоуглеродного датирования возраст этих остатков 94090-9970 ± 560 лет.